# خارجون عن القانون (فلم)
خارجون عن القانون (Hors La Loi) هو فيلم دراما جزائري من إخراج رشيد بوشارب، وهو تابع لفيلمه الأول أنديجان، وتدور أحداث القصة بين 1945 و1962 ويركز على ثلاثة إخوة جزائريين الذين يعيشون في فرنسا بعد أن نجوا من أعقاب مذبحة سطيف.

## الإنتاج
- تم تقسيم الإنتاج بين الجزائر الممثلة بالشركات الجزائرية وبلجيكا وشركاتها، وفرنسا بكل من قناة فرنسا 2، فرنسا 3 تم منح التمويل من قبل المركز الوطني للسينما. بدأ التصوير في نهاية يوليو 2009 واستمر خمسة أشهر. انتقل الفريق بين مواقع التصوير في باريس، الجزائر، تونس، شارلروا وبروكسل البلجيكية وألمانيا والولايات المتحدة، مع مجموعة من المشاهد في مقر الأمم المتحدة.

## طاقم التمثيل
- جمال دبوز (سعيد)
- رشدي زيم (مسعود)
- سامي بوعجيلة (عبد القادر)
- شافية بوذراع (الأم)
- صابرينا سيفويكو (هيلين)
- أسعد بوعب (علي)
- سمير قاسمي (عثماني)
- برنارد بلوكان (كولونيل فيفر)
- جيان بيير لوريت (بيكوت)
- أحمد بن عيسى (الأب)
- العربي زكال (المدرب)
- لويزة نهار (زهرة)
- مراد خان (سنجاق)
- محمد جوهري (المدرب)
- مصطفى بندو (إبراهيم)
- عبد القادر سكتور (حميد)
- كرونتين لوبيت (خيمينيز)
- جيان رينيه (ماتيي، الطابع)
- ريجي روميل (شرطي المترو)
- ستيفان تامكين (المعالج)

## الإستقبال
- قبل الفيلم لأول مرة انتقادات من جانب المؤرخون الفرنسيون، كالمؤرخ لينويل لوكا وهو عضو فيالجمعية الوطنية لقرار الحزب الحاكم بإجراء لمراجعة من قبل دائرة الدفاع التاريخية حالما سمع عن هذا المشروع.وبعد دراسة السيناريو، وزارة الدفاع التاريخية خلصت إلى أن "الأخطاء الجسيمة والمفارقات التاريخية وذلك ـن الكثير من أخصائي البصريات يمكن تحديدها من قبل أي مؤرخ. والذي جعل لوكا يذهب للجهة المشؤولة عن التمويل للطعن فيه لاعتباره معادي للرجعية الفرنسية.
- مصطفى أوريف أحد منتجي الفيلم المشترك دافع عن الفيلم ورد على الإتهامات وطريقة تصوير مذبحة سطيف بإعطاء دليل أن بوشارب قابل الكثير من الشهود والمؤرخون ومن وجهة النظر هذه لا يعتقد أن في كل ما كان في الفيلم قد انحرف من الواقع التاريخي.
- تعرض الفيلم لدى نزوله لحملة واسعة من طرف اليمين الفرنسي خاصة، الذي شن حملة اضطهادية واسعة عليه في بعض الصحف الفرنسية، ونزلت بعض القوى اليمينية إلى الشارع في مظاهرات ضد عرض الفيلم أمام صالة عرض مهرجان كان، رفضا لمحتواه التاريخي، وأعتبروه «مهينا لفرنسا».

## الجوائز
- تنافس هذا الفيلم على جائزة السعفة الذهبية في مهرجان كان السينمائي مايو 2010.
- الجائزة الذهبية لفئة الأفلام العربية في الدورة الـ18 لمهرجان دمشق السينمائي الدولي.
- الجائزة الذهبية لفئة الأفلام العالمية في الدورة 18 لمهرجان دمشق السينمائي الدولي.
- تمثيل الجزائر والترشح لجائزة الاوسكار أفضل فيلم أجنببى عام 2011.

## وصلات خارجية
- مقالات تستعمل روابط فنية بلا صلة مع ويكي بيانات